# Ḡ
La G con macrón (Mayúscula: Ḡ minúscula: ḡ), es una letra adicional latina, utilizada en la escritura de kakabai, kokota, mwotlap, sinaugoro y en la romanización de la norma georgiano ISO 9984. Es la letra G diacrítico con un macrón. A veces se utiliza en la romanización del alfabeto Kharoshthi.

## Uso
En kokota, ‹ḡ› representa el fonema /ɡ/, y ‹g› ya se usa para /ɣ/.
En mwotlap, ‹ḡ› se pronuncia [ᵑɡ] (este es, sin embargo, un sonido muy raro, presente sólo en unos pocos préstamos).
En sinaugoro, ‹ḡ› representa una fricativa velar sonora [ɣ], y el dígrafo ‹ḡw› representa una fricativa velar sonora labializado [ɣʷ].
ISO 9984, un sistema de transliteración del alfabeto georgiano, utiliza 'ḡ' para representar la letra ღ (ghan).

## Codificación
La G con macrón se puede representar con los siguientes caracteres Unicode:
| forma     | representación | Puntos de código | descripción                         |
| --------- | -------------- | ---------------- | ----------------------------------- |
| Mayúscula | Ḡ              | U+1E20           | Letra mayúscula latina g con Macrón |
| minúscula | ḡ              | U+1E21           | Letra minúscula latina g con macrón |